# Zisterzienserinnenkloster Naundorf
Das Kloster Naundorf war von 1250 bis 1531 ein Kloster der Zisterzienserinnen in Klosternaundorf, Stadt Allstedt, in Sachsen-Anhalt.

## Geschichte
Die Grafen von Querfurt stifteten um 1250 zwischen Allstedt und Wolferstedt ein Nonnenkloster, das nach der Zisterzienserregel lebte. Es stand unter der Aufsicht von Kloster Walkenried und wurde nach außen durch einen Propst vertreten. 1525 wurde das Kloster in den Bauernkriegen geplündert. Die Schwestern flüchteten in das Kloster Marienkammer (Glaucha). 1531 kam es zur Auflösung des Konvents. Äbtissin Sophia von Schafstädt ging ins Kloster Kölleda. Heute ist der Ort landwirtschaftlicher Betrieb. Ein Gebäude stammt noch aus der Klosterzeit.

### Handbuchliteratur
- Gereon Christoph Maria Becking: Zisterzienserklöster in Europa, Kartensammlung. Lukas Verlag, Berlin 2000, ISBN 3-931836-44-4, S. 54 B.
- Bernard Peugniez: Guide Routier de l’Europe Cistercienne. Editions du Signe, Straßburg 2012, S. 487.
- Peter Pfister: Klosterführer aller Zisterzienserklöster im deutschsprachigen Raum. 2. Auflage, Kunstverlag Josef Fink, Lindenberg 1998, S. 464.
- Thomas Sterba: Herders Neues Klösterlexikon. Herder, Freiburg 2010, S. 535.